# Cercomantispa ndjallai
Cercomantispa ndjallai is een insect uit de familie van de Mantispidae, die tot de orde netvleugeligen (Neuroptera) behoort. 
Cercomantispa ndjallai is voor het eerst wetenschappelijk beschreven door Poivre in 1981.